# Hugo der Große
Hugo der Große (lateinisch Hugo Magnus, französisch Hugues le Grand; * um 895; † 16. Juni 956 auf der Burg Dourdan) war ab 936 Herzog der Franken bzw. Herzog von Franzien (dux Francorum) und als solcher eine der politisch maßgeblichen Persönlichkeiten im späten Westfrankenreich.
Der Beiname Magnus war wohl ursprünglich nicht als Hinweis auf (politische) „Größe“ gemeint, sondern war im damaligen Latein gleichbedeutend mit Maior, was „der Größere“ oder auch „der Ältere“ bedeuten konnte; gemeint war „der Ältere“ zur Unterscheidung von seinem gleichnamigen Sohn „Hugo dem Jüngeren“, dem späteren König Hugo Capet. Dennoch ist weiterhin die traditionelle Übersetzung „der Große“ gebräuchlich.

## Leben
Hugo stammte aus dem Geschlecht der Robertiner, einer Familie, die damals mit der Königsdynastie der Karolinger rivalisierte. Die Robertiner hatten schon zwei Westfrankenkönige gestellt, Hugos Onkel Odo (888–898) und dessen jüngeren Bruder, Hugos Vater Robert I., der ein Jahr lang (922–923) Gegenkönig gegen den damals regierenden Karolinger Karl den Einfältigen gewesen war. Robert fiel im Juni 923 im Kampf gegen Karl in der Schlacht bei Soissons und hinterließ Hugo als einzigen Sohn. Da die Anhänger Roberts trotz dessen Tod die Schlacht gewannen, waren sie in der Lage, sogleich nach ihrem Sieg einen neuen Gegenkönig gegen Karl zu erheben. Hugo hatte als Erbe Roberts die Möglichkeit zuzugreifen, lehnte jedoch die Krone ab. Darauf wurde Hugos Schwager Rudolf von Burgund gewählt und am 13. Juli 923 in Soissons gekrönt. Schon wenige Wochen später gelang es Heribert II. von Vermandois, einem der Anführer der karolingerfeindlichen Adelsgruppe, Karl den Einfältigen in eine Falle zu locken und gefangen zu nehmen. Karl blieb bis zu seinem Tod in Haft, und Rudolf wurde in der Folgezeit allgemein als König anerkannt.
Hugo übernahm schon bei der Erhebung seines Vaters zum König oder spätestens bei dessen Tod die zahlreichen Grafschaften und sonstigen Ämter und Rechte, die Robert I. vor seiner Thronbesteigung besessen hatte; hinzu kam die Grafschaft Maine, die Rudolf ihm zum Dank für geleistete Dienste verlieh. Damit beherrschte Hugo weitgehend die Region zwischen Loire und Seine, die man traditionell als Neustrien zu bezeichnen pflegte – mit Ausnahme des Gebiets, das Karl der Einfältige 911 den Seine-Normannen abgetreten hatte und der Grafschaft Nantes, die Hugos Vorgänger Robert 921 den Loire-Normannen hatte überlassen müssen (was Hugo 927 bestätigte). Durch diese Ämterhäufung zählte er zu den bedeutendsten Großen im Reich Rudolfs. Die letzte Phase der Regierungszeit Rudolfs (ab 927) war von militärischen Auseinandersetzungen mit Heribert II. von Vermandois geprägt, wobei Hugo auf der Seite des Königs stand, da Heribert sein wichtigster Rivale war.
Als Rudolf 936 starb, ohne einen Sohn zu hinterlassen, bot sich Hugo eine weitere Chance, den Thron zu besteigen, da er nunmehr der mächtigste Adlige im Reich geworden war. Wiederum ergriff er die Gelegenheit nicht, sondern beschloss, zur alten Dynastie zurückzukehren und einen Karolinger einzusetzen, den Sohn Karls des Einfältigen, Ludwig IV. den Überseeischen. Damit wollte er ein Gegengewicht zur bedrohlichen Macht Heriberts II. schaffen, dessen Ehrgeiz andauernde Konflikte erwarten ließ. Ludwig war nach Karls Gefangennahme von seiner Mutter, die dem Königshaus von Wessex angehörte, nach England in Sicherheit gebracht worden und kehrte nun auf Einladung Hugos zurück. Hugo empfing Ludwig in Boulogne, huldigte ihm und begleitete ihn nach Laon, wo Ludwig gekrönt wurde.
Zum Lohn dafür, dass Hugo ihm den Thron verschafft hatte, musste Ludwig dem Robertiner eine einzigartige Sonderstellung im Reich einräumen. Hugo erhielt den eigens für ihn geschaffenen Rang eines „Herzogs der Franken“ (dux Francorum). Bereits in einer Königsurkunde von 936 stellte Ludwig fest, er handle auf den Rat „unseres geliebtesten Hugo, des Frankenherzogs, der in allen unseren Reichen der Zweite nach uns ist“. Dies bedeutete, dass Hugo nicht nur die unmittelbare Zuständigkeit für seine vielen Grafschaften und seine sonstigen Ämter und Rechte behielt, sondern darüber hinaus „in allen Reichen“, also in sämtlichen Teilen des Westfrankenreichs, eine Stellung zwischen dem König und den nachrangigen Vasallen einnahm. Die Frage, ob oder inwieweit dies als eine Art Vizekönigtum zu deuten ist, ist unter den Historikern umstritten. Einerseits konnte der Titel „Herzog der Franken“ in bewusster Analogie zu „König der Franken“, dem Titel des Karolingers, auf das gesamte Westfrankenreich bezogen werden, also eine reichsweite Zuständigkeit beinhalten, andererseits wird er anscheinend im Sprachgebrauch der Quellen gewöhnlich nur auf einen bestimmten Reichsteil bezogen, nämlich das Hugo dem Großen verliehene Herzogtum Franzien. Dieses umfasste die Gebiete nördlich der Loire, soweit sie nicht den Normannen überlassen worden waren. Vermutlich war der Begriff „Frankenherzog“ doppeldeutig und konnte nach Bedarf in einem weiteren oder einem engeren Sinn verwendet werden. Auf jeden Fall beanspruchte der Robertiner eine Stellung, die mit derjenigen der karolingischen Hausmeier im späten Merowingerreich vergleichbar war.
Zunächst war Ludwig völlig von Hugo abhängig und musste ihn im Kampf gegen Hugo den Schwarzen von Burgund, einen Bruder des verstorbenen Königs Rudolf, unterstützen. Der Feldzug war erfolgreich, Hugo der Große konnte sich nordburgundische Gebiete und insbesondere die Stadt Sens aneignen. Doch schon im folgenden Jahr 937 machte sich Ludwig von seinem „Vormund“ unabhängig. Er begann seinen Kampf gegen die Übermacht des Robertiners, wobei er sich mit Vornehmen verbündete, die ebenfalls vom robertinischen Expansionsstreben bedroht waren, darunter Hugo der Schwarze. Hugo der Große reagierte mit einer neuen Bündnispolitik; er verbündete sich mit seinem bisherigen Gegner Heribert II. und sicherte sich das Wohlwollen Ottos des Großen, dessen Schwester Hadwig er heiratete. Hinzu kam, dass Ludwig sich den Zorn Ottos zuzog, indem er den Aufstand der Herzöge Giselbert von Lothringen und Eberhard von Franken gegen Otto unterstützte. Dabei beabsichtigte Ludwig, das karolingische Stammland Lothringen, das nach der Entmachtung Karls des Einfältigen in den Hoheitsbereich des ostfränkischen Reichs geraten war, zurückzugewinnen. Nach seinem Sieg über die Aufständischen unternahm Otto 940 einen Feldzug ins Westfrankenreich, um Ludwig zu bestrafen. In der Königspfalz Attigny nahm er die Huldigung von Hugo dem Großen und Heribert II. entgegen. Ludwigs Lage hatte sich bereits dadurch stark verschlechtert, dass Hugo der Große und Heribert die Stadt Reims einnahmen und dort den Erzbischof Artold, einen der wichtigsten Getreuen Ludwigs, absetzten. Doch eine völlige Niederlage Ludwigs lag nicht im Interesse Ottos, der ein Kräftegleichgewicht im Westfrankenreich anstrebte. Daher empfing Otto im Jahr 942 Ludwig und Hugo in Visé an der Maas. Bei diesem Treffen wurde eine Übereinkunft zur Regelung der Streitigkeiten getroffen.
Im Juli 945 wurde Ludwig in der Normandie von seinen dortigen Gegnern in einen Hinterhalt gelockt und schließlich, obwohl er zunächst fliehen konnte, gefangen genommen. Die Normannen lieferten ihn an Hugo den Großen aus. Als Preis für die Freilassung des Königs forderte Hugo die Herausgabe der Stadt Laon, die Ludwigs Machtzentrum war. Erst als Ludwigs Gemahlin, Königin Gerberga, diese Forderung erfüllte, kam Ludwig frei (Sommer 946).
Durch diese Vorgänge verlor Ludwig so viel Macht und Ansehen, dass Otto der Große nicht mehr untätig bleiben konnte und erneut militärisch eingriff, diesmal auf der Seite des Karolingers. Im Herbst 946 zog ein großes Heer Ottos nach Westen und vereinte sich mit Ludwigs Kräften. Hugo vermied eine Feldschlacht, seine Truppen verschanzten sich in den Städten. Das Heer der beiden Könige konnte Laon, Senlis, Paris und Rouen nicht einnehmen, doch gelang ihnen die Eroberung von Reims, wo sie den vertriebenen Erzbischof Artold wieder einsetzten.
Nun gingen Hugos Gegner auch mit kirchlichen Kampfmitteln gegen ihn vor. Im Juni 948 versammelten sich in Ingelheim westfränkische, lothringische und ostfränkische Bischöfe unter dem Vorsitz eines päpstlichen Legaten in Gegenwart Ottos und Ludwigs zu einer Synode. Sie verurteilten Hugo sowohl wegen seines Vorgehens gegen Ludwig als auch wegen der Vertreibung Artolds aus Reims. Auf anschließenden Synoden wurde Hugo mit seinen Anhängern exkommuniziert, und die Exkommunikation wurde sogar im Jahre 949 von Papst Agapet II. bestätigt. Im selben Jahr konnte Ludwig die Stadt Laon in einem nächtlichen Überraschungsangriff zurückerobern; nur die Zitadelle blieb in der Hand von Hugos Kräften. Die Unterstützung der westfränkischen Adligen für Hugo bröckelte ab. Schließlich vermittelte 950 Herzog Konrad der Rote von Lothringen im Auftrag Ottos des Großen einen Friedensschluss zwischen Ludwig und Hugo. Hugo übergab dem König die Zitadelle von Laon.
Als Ludwig am 10. Oktober 954 überraschend an den Folgen eines Reitunfalls starb, wollte Hugo ein weiteres Mal nicht König werden. Er traf sich mit Ludwigs Witwe Gerberga, und sie verständigten sich darüber, dass nur der ältere der beiden überlebenden Söhne Ludwigs, der dreizehnjährige Lothar, die Nachfolge antreten sollte. Am 12. November 954 wurde Lothar in Reims geweiht. Diesmal fiel die Belohnung für Hugos Kooperation noch großzügiger aus als früher. Er behielt nicht nur sein Herzogtum Franzien, sondern ihm wurden darüber hinaus auch noch zwei weitere große Reichsteile, Burgund und Aquitanien, verliehen; das heißt, deren bisherige Herzöge sollten Vasallen Hugos werden. In Burgund gelang es, dieses Vorhaben durchzusetzen; Herzog Giselbert akzeptierte seinen neuen Status als Vasall Hugos und verschwägerte sich mit ihm. Hugos elfjähriger Sohn Otto wurde mit Giselberts Tochter Luitgard, der Erbin des Herzogtums, verheiratet, so dass Hugo mit dem Tod Giselberts am 8. April 956 alleiniger Herr über Burgund wurde. Schwieriger gestalteten sich die Verhältnisse in Aquitanien, wo Lothar und Hugo einen Feldzug unternehmen mussten, um den dortigen Herzog Wilhelm zur Unterwerfung zu zwingen; das Unternehmen war militärisch nur teilweise erfolgreich und brachte keinen politischen Ertrag, so dass Hugos Herrschaft über Aquitanien nominell blieb.
Hugo starb im Juni 956 und wurde in der Grablege der französischen Könige, der Basilika Saint-Denis, beigesetzt. Er hinterließ fünf zum Teil noch unmündige Kinder aus seiner dritten Ehe sowie einen unehelichen Sohn, der eine geistliche Laufbahn einschlug. Seine Frau Hadwig übernahm zusammen mit ihrem Bruder Brun, dem Erzbischof von Köln, die Vormundschaft.
Bei der Plünderung der Königsgräber von Saint-Denis während der Französischen Revolution wurde sein Grab am 18. Oktober 1793 geöffnet und geplündert, seine Überreste wurden in einem Massengrab außerhalb der Kirche beerdigt.

## Familie
Hugo heiratete 938, nach dem Tod seiner zweiten Ehefrau Edhild, Tochter des englischen Königs Eduards des Älteren und Schwester von König Æthelstan ein drittes Mal, da beide vorangegangenen Ehen kinderlos geblieben waren. Seine dritte Ehefrau war Hadwig, Tochter des deutschen Königs Heinrich I. und Schwester des Kaisers Otto I. Seine Kinder waren:
- Béatrix (* wohl 939; † nach 987); ⚭ 954/55 Friedrich I., Herzog von Oberlothringen († 978) (Wigeriche)
- Hugo Capet (* 941; † 24. Oktober 996), König von Frankreich 987;
- Emma (* um 943; † nach 968); ⚭ 960 Richard I., Herzog der Normandie († 996) (Rolloniden)
- Otto (* um 944; † 965), Herzog von Burgund 956–965
- Heinrich der Große (* um 946; † 1002), Herzog von Burgund 965–1002
- Heribert (Mutter: Ringare/Raingarde, niederer Herkunft, † 23. August ... im Château von Toucy), † 23. August, vielleicht auch 16. August, 994 wohl in Auxerre, 969/994 Bischof von Auxerre, begraben in Notre-Dame in Auxerre